# From the Dark Past
From the dark past – wydana w 1998 roku płyta zespołu North, zawierająca materiał skomponowany w latach 1992-1997 a nagrany w 1997.

## Lista utworów
1. "The Kingdom"
2. "My pagan love"
3. "Whispering the return"
4. "Hymn to winter"
5. "Through my blood"
6. "Just another battle"
7. "In the circle of the kings"